# Глеб Успенски
Глеб Ива̀нович Успѐнски (на руски: Глеб Иванович Успенский) е руски писател и общественик.
Роден е на 13 октомври (стар стил) 1843 година в Тула в семейството на чиновник, който през 1856 година се премества в Чернигов. Опитва се да следва право в Санктепербургския и Московския университет, но не завършва. През 1862 година започва да публикува свои разкази, дълги години сътрудничи на списание „Отечествение записки“, участва активно в народническото движение и за известно време е близък с организацията „Народна воля“. През 1889 година преживява психически срив и след 1892 година прекарва години в психиатрична болница в Новгород.
Глуб Успенски умира на 24 март (стар стил) 1902 година в Санкт Петербург.